# Modeste Dah
Modeste Dah Sehira (ur. 13 maja 1953) – burkiński piłkarz grający na pozycji obrońcy. W swojej karierze grał w reprezentacji Górnej Wolty.

## Kariera klubowa
W swojej karierze piłkarskiej Dah grał w klubie Étoile Filante Wagadugu.

## Kariera reprezentacyjna
W 1978 roku Dah został powołany do reprezentacji Górnej Wolty na Puchar Narodów Afryki 1978. W tym turnieju zagrał w jednym meczu grupowym, z Ghaną (0:3).